# Clobazam
Clobazamul este un medicament din clasa 1,5-benzodiazepinelor, fiind utilizat în tratamentul epilepsiei. Poate fi utilizat singur sau în asociere (cu valproat și stiripentol). Calea de administrare disponibilă este cea orală.
A fost inițial comercializat pentru tratamentul anxietății.

## Farmacologie
Ca toate benzodiazepinele, clobazamul acționează ca modulator alosteric pozitiv al receptorului de tip A pentru acidul gama-aminobutiric (R GABAA), reducând excitabilitatea neuronilor. Este posibil să prezinte o activitate și asupra canalelor de calciu voltaj-dependente.